# 大阪聖瑪利亞主教座堂

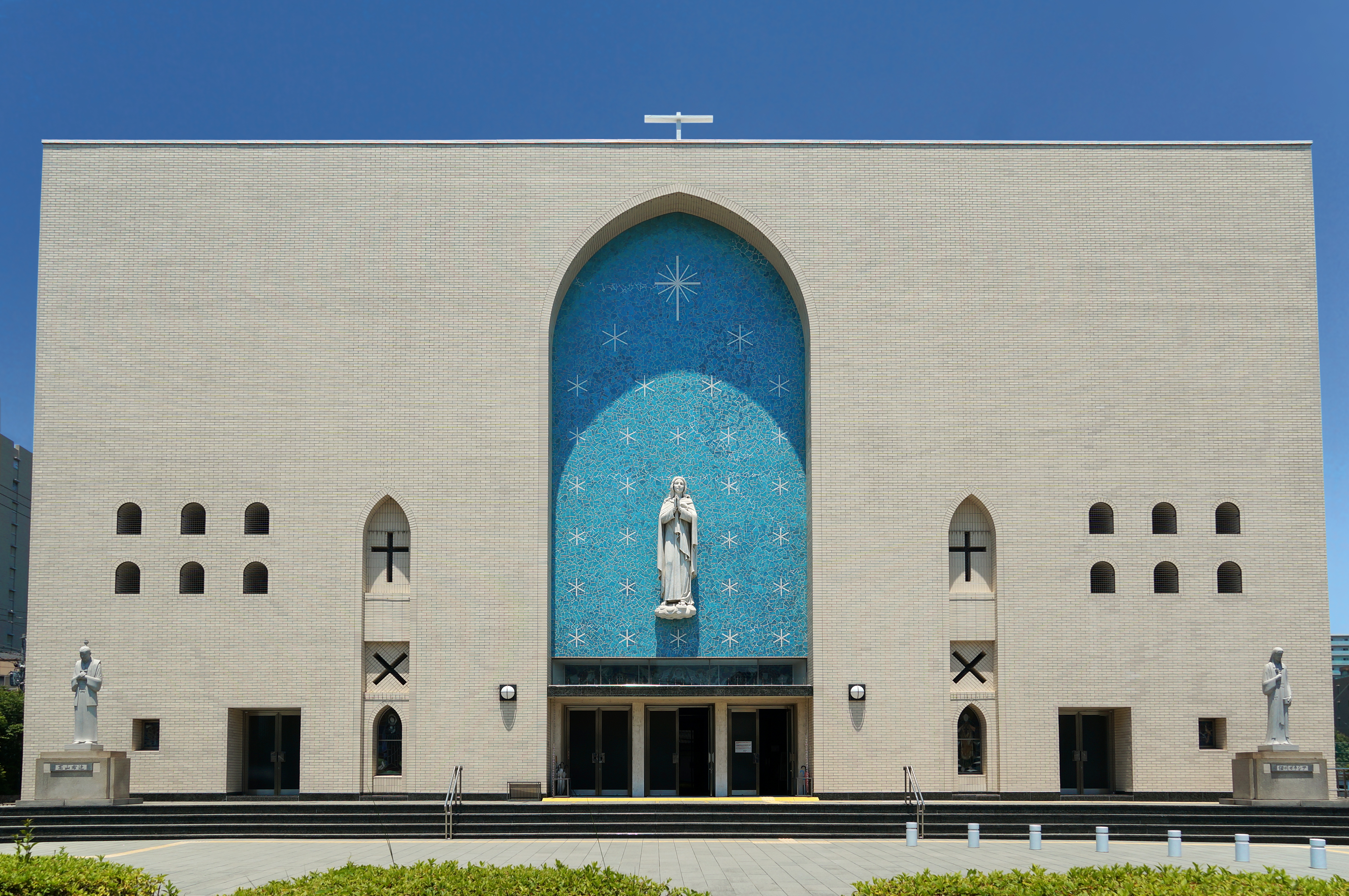
大阪聖瑪利亞主教座堂

34°40′43.2″N 135°31′36.9″E / 34.678667°N 135.526917°E
大阪聖瑪利亞主教座堂（日语：大阪カテドラル聖マリア大聖堂），是位於日本大阪市中央區玉造的天主教教堂，故又名玉造教會（／ Tamatsukuri kyōkai）。是天主教大阪總教區的主教座堂。
1894年聖堂在細川氏宅第的遺址上落成，時稱「聖依溺斯座堂」，惟於1945年大阪大空襲中被毀。1963年以鋼筋混凝土重建後易名。

## 外部連結
- 網站 （页面存档备份，存于）